# 浦雅春
浦 雅春（うら まさはる、1948年12月26日 - 2023年7月19日）は、日本のロシア文学者、東京大学名誉教授。

## 経歴
大阪府生まれ。大阪府立旭高等学校卒、1971年神戸市外国語大学外国語学部ロシア語科卒業。1983年、早稲田大学露文科大学院博士課程中退。1987年東京工業大学助教授。1994年東京大学教養学部助教授、1996年教授。2013年定年退任、東京大学名誉教授。
2023年7月19日に脳出血のため東京都八王子市の病院で死去、74歳没。

## 著書

### 単著
- 『チェーホフ』（岩波新書、2004年）

### 共編著
- （武隈喜一・岩田貴）『ロシア・アヴァンギャルド（2）演劇の十月』（国書刊行会, 1988年）
- （武隈喜一・岩田貴）『ロシア・アヴァンギャルド（1）未来派の実験』（国書刊行会, 1989年）

### 翻訳
- エドワード・ブローン『メイエルホリドの全体像』（晶文社, 1982年）
- エドワード・ブローン『メイエルホリド演劇の革命』伊藤愉共訳（水声社, 2008年）
- イスカンデール『牛山羊の星座』（群像社, 1985年）
- ファジリ・イスカンデル『チェゲムのサンドロおじさん』（国書刊行会, 2002年）
- ゴーゴリ『鼻・外套・査察官』（光文社古典新訳文庫, 2006年）
- チェーホフ『ワーニャ伯父さん・三人姉妹』（光文社古典新訳文庫, 2009年）
- スタニスラフスキー『俳優の仕事　俳優教育システム 第1部』（未來社, 2008年）

岩田貴・堀江新二・安達紀子と共訳：全3部
- チェーホフ『かもめ』（岩波文庫, 2010年）
- 『チェーホフ傑作短篇集』（河出文庫, 2010年）
- チェーホフ『桜の園・プロポーズ・熊』（光文社古典新訳文庫, 2012年）
- ピョートル・エルショーフ『イワンとふしぎなこうま』（岩波少年文庫, 2016年）
- チェーホフ『ヴェーロチカ／六号室　チェーホフ傑作選』（光文社古典新訳文庫, 2023年）

## 参考
- 『駒場2001』